# Niels 't Hooft
Niels 't Hooft (Leiderdorp, 27 mei 1980) is een Nederlands journalist, blogger, schrijver en gamedeskundige, wonend in Utrecht. Hij is voornamelijk bekend geworden door zijn inmiddels weer ter ziele gegane Nintendo-magazine n3 en gamewebsites GameSen.nl en Bashers.nl, maar heeft ook enig succes behaald met zijn boeken sinds zijn debuut in 2003. Op het moment schrijft hij op freelancebasis voor nrc.next.

## Het begin
In 1998 werd 't Hooft, naar aanleiding van zijn website over The Legend of Zelda, door Nintendo uitgenodigd op het hoofdkantoor in Frankfurt om het nieuwste deel in de Zelda-serie (The Legend of Zelda: Ocarina of Time) te testen. Niels 't Hooft heeft zijn carrière te danken aan Rob Smit, die hem begeleidt en doorstuurt naar verschillende bladen, waar 't Hooft als freelancer voor schrijft. Hij schrijft voor bladen als Autovisie, PC Consument, het NRC Handelsblad en de VPRO Gids. Als uitlaatklep voor zijn schrijfwerk richt 't Hooft Anticlimax op. Hij schrijft later ook voor Veronica Magazine, Power Unlimited en Bright. Tevens zet 't Hooft zelf een aantal producties op. De eerste was n3 Nintendo Magazine, een blad dat vooral gericht was op Nintendo, maar na korte tijd weer wordt opgeheven. Zijn gamesite GameSen.nl gaat wat langer mee, maar ook daar wordt uiteindelijk de stekker uit getrokken. Vanaf 2005 richt 't Hooft zich met zijn bedrijfje nog wel op het schrijven van artikelen voor andere bladen en brengt hij voor de Xbox 360 en de PSP koopgidsen uit. Tevens werkte hij mee aan het Nintendoblad NGamer.

## Literaire loopbaan
In februari 2003 start hij een weblog, Controllerboy.com geheten, om zijn debuut, de novelle Toiletten, onder de aandacht te brengen. De site begint met enkele literaire stukken, maar krijgt later de vorm van een echt weblog, waarin de auteur de lezer op de hoogte houdt van zijn dagelijkse belevenissen. In hetzelfde jaar ziet Toiletten het licht, zijn debuut. Het wordt gemengd ontvangen. Het boek verschijnt ook in Duitsland. Onlangs startte 't Hooft een actie via zijn weblog om de onverkochte exemplaren van het boek van de aanstaande vernietiging te redden.
In 2005 wordt 't Hoofts tweede boek, Sneeuwdorp, uitgebracht. Sneeuwdorp is wat dikker dan Toiletten: 222 bladzijden. Hooft betitelt Sneeuwdorp dan ook als zijn eerste 'echte' roman. In 2005 wordt 't Hooft ook redacteur van Power Unlimited, het grootste videogamesblad van Nederland. Hij stopt hiermee na slechts een jaar en besluit zich opnieuw te richten op het freelance werk, zijn nieuwe site Bashers.nl en een nieuwe roman.
Van november 2006 tot december 2009 schreef hij ook voor aan het nieuwe gamesblad GMR, dat zegt dieper in te willen gaan op de gameindustrie dan de bekende Nederlandse bladen.
't Hooft vertaalde de Nintendo DS-game Big Brain Academy.